# Cantón de Omont
El cantón de Omont era una división administrativa francesa, que estaba situada en el departamento de Ardenas y la región de Champaña-Ardenas.

## Composición
El cantón estaba formado por once comunas:
- Baâlons
- Bouvellemont
- Chagny
- La Horgne
- Mazerny
- Montigny-sur-Vence
- Omont
- Poix-Terron
- Singly
- Touligny
- Vendresse

## Supresión del cantón de Omont
En aplicación del Decreto nº 2014-203 de 21 de febrero de 2014, el cantón de Omont fue suprimido el 22 de marzo de 2015 y sus 11 comunas pasaron a formar parte del nuevo cantón de Nouvion-sur-Meuse.